# Мост на Увцу
Мост на Увцу је споменик културе који се налази у насељу Жвале у општини Сјеница. Мост се данас налази на дну Сјеничког језера, које је настало изградњом бране и хидроелектране Увац 1977. године. Изграђен је у XVI веку за време турских освајања и био је веза преко реке Увац на траси царског пута Сарајево - Цариград. Пре самог потапања остаци су конзервирани и заштићени.